# Sabulodes meridionalis
Sabulodes meridionalis är en fjärilsart som beskrevs av Paul Dognin 1924. Sabulodes meridionalis ingår i släktet Sabulodes och familjen mätare. Inga underarter finns listade.